# El Kantara

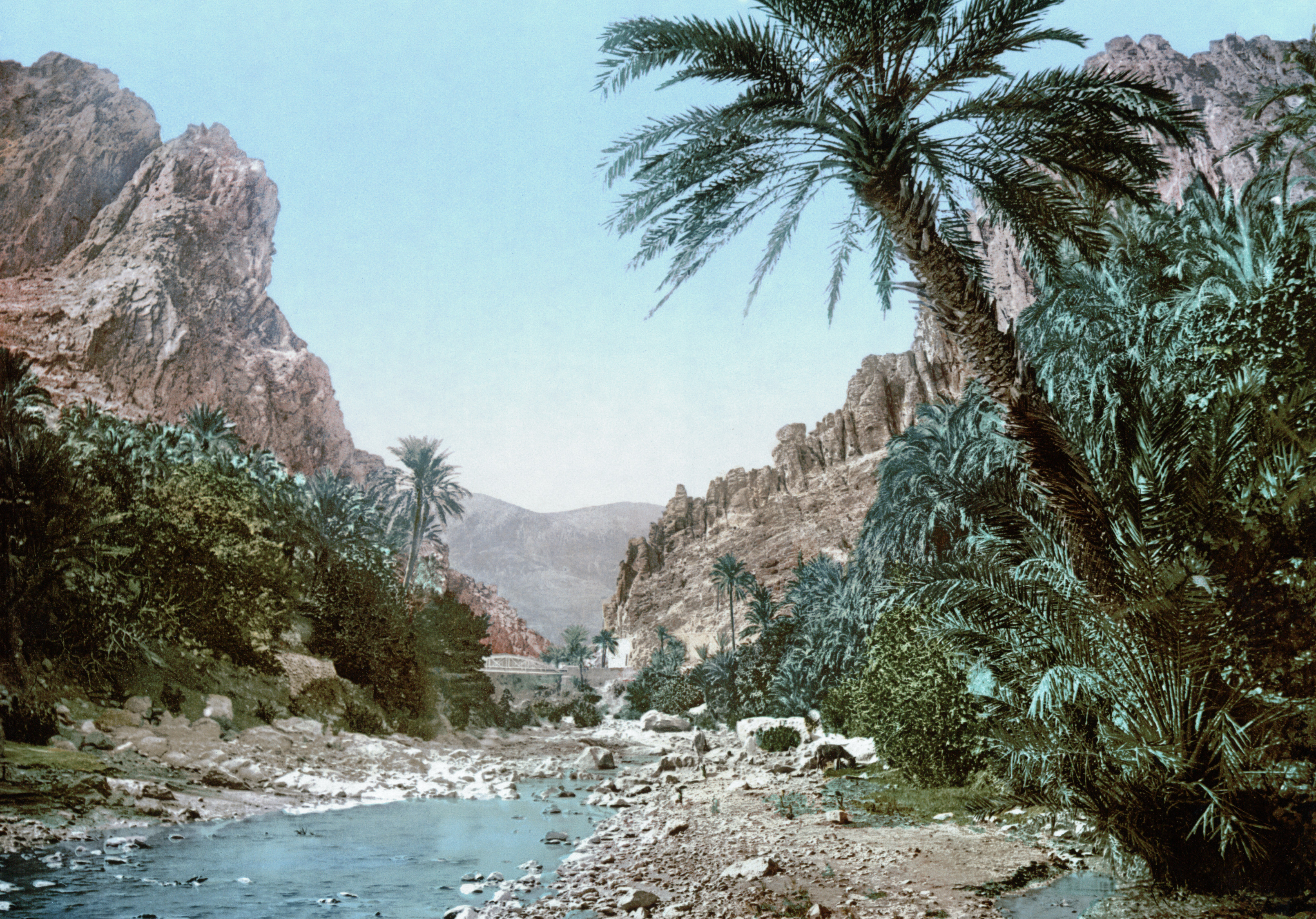
El Kantara, 1899.

El Kantara är en stad och kommun i provinsen Biskra i Algeriet. Den är en oas belägen i den sydvästra delen av området Aures, 50 km norr om Biskra och 50 km från Batna. Kommunen hade 11 415 invånare vid folkräkningen 2008, varav 11 046 bodde i centralorten.